# بشکه‌چه گگن‌باور
بشکه‌چه گگن‌باور (نام علمی: Dolioletta gegenbauri) نام یک گونه از رده سالپ‌سانان است.